# Éva Ruttkai

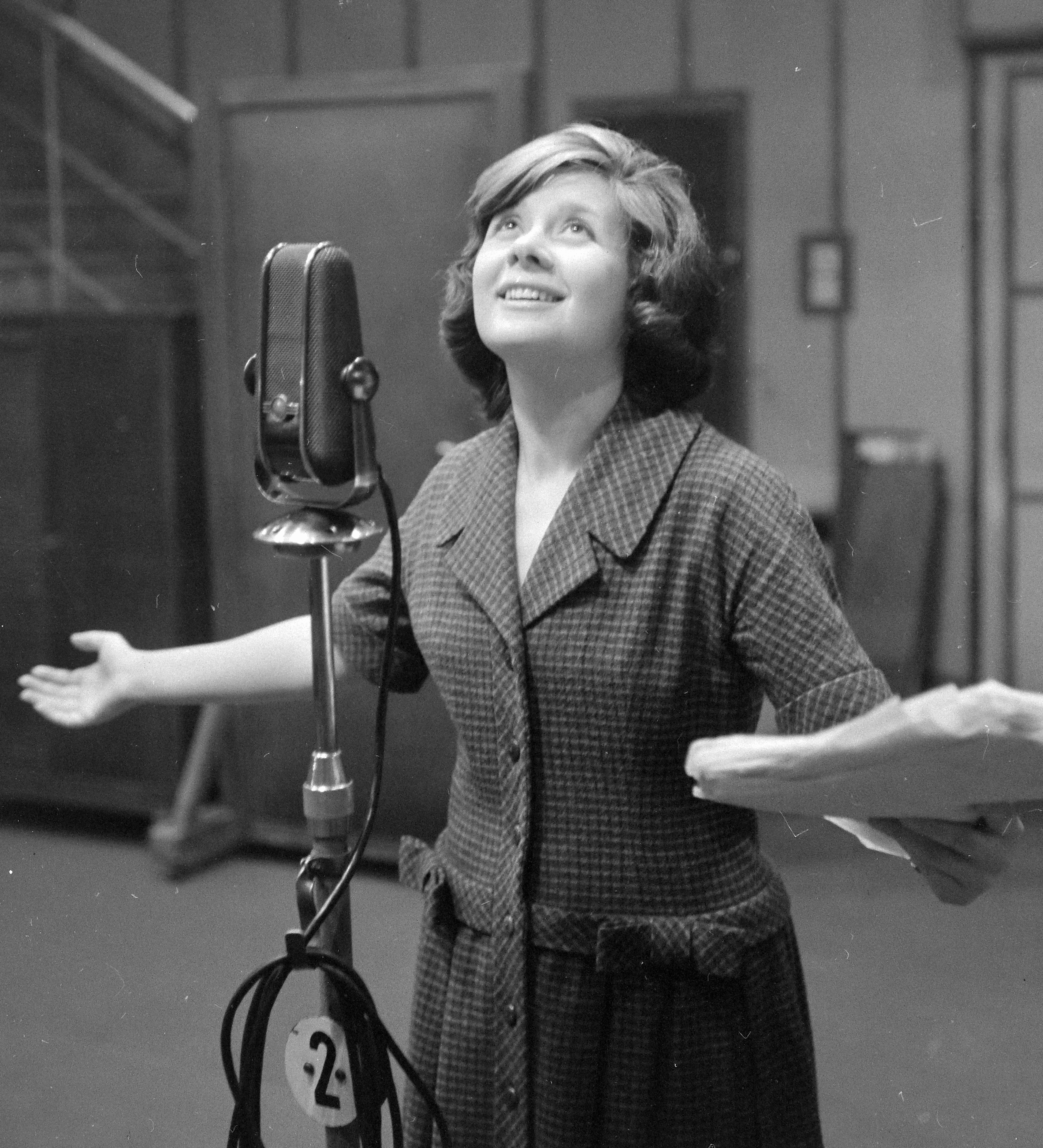
Éva Ruttkai (1969)

Éva Ruttkai (anhörenⓘ; * 31. Dezember 1927 in Budapest als Éva Russ; † 27. September 1986 ebenda) war eine ungarische Schauspielerin.

## Leben
Éva Ruttkai hatte bereits als Kind Auftritte auf der Bühne und 1934 beim Film in István Székelys Lila Akazie. Nach dem Krieg trat sie als Rezitatorin auf und war an verschiedenen Bühnen engagiert. Ab 1948 spielte sie regelmäßig in ungarischen Filmen, darunter in Márton Keletis Die Belagerung von Beszterc (1948) und Félix Máriássys Katharinas Ehe (1950). Von 1951 bis 1953 absolvierte Ruttkai eine Schauspielausbildung an der Budapester Theater- und Filmhochschule und wurde bald eine der populärsten Schauspielerinnen ihrer Generation in Ungarn. Ihr Repertoire war sehr vielseitig und beinhaltete neben Komödien auch zeitbezogene und dramatische Filme. Sie überzeugte besonders in Máriássys Julika mit der Stupsnase (1955), Keletis Geschichte meiner Dummheit (1965), József Magyars Familiendrama Es war einmal eine Familie (1972) und Zsolt Kézdi-Kovács’ Wenn Josef kommt (1976).
1950 heiratete sie ihren Schauspielerkollegen Miklós Gábor, 1953 wurde die gemeinsame Tochter geboren. 1960 lernte sie den Schauspieler Zoltán Latinovits kennen, mit dem sie bis zu dessen Tod 1976 zusammenlebte.

## Filmografie (Auswahl)
- 1934: Lila Akazie (Lila akác)
- 1948: Die Belagerung von Beszterc (Beszterce ostroma)
- 1949: Frau Szabó (Szabóné)
- 1950: Katharinas Ehe (Kis Katalin házassága)
- 1950: Ludas Matyi
- 1951: Eine seltsame Ehe (Különös házasság)
- 1954: Ich und mein Großvater (Én és a nagyapám)
- 1954: Liliomfi
- 1955: Budapester Frühling (Budapesti tavasz)
- 1955: Julika mit der Stupsnase (Egy pikoló világos)
- 1955: Nacht über Budapest (Különös ismertetőjel)
- 1956: ...aber die Verwandten (Ünnepi vacsora)
- 1956: Bittere Wahrheit (Keserű igazság)
- 1956: Märchen von den 12 Treffern (Mese a 12 találatról)
- 1957: Um Mitternacht (Éjfélkor)
- 1958: Salzsäule (A sóbálvány)
- 1958: Was für eine Nacht (Micsoda éjszaka!)
- 1959: Säbel und Würfel (Kard és kocka)
- 1959: Traumlose Jahre (Álmatlan évek)
- 1960: Ich melde gehorsam (Alázatosan jelentem)
- 1960: Stadt ohne Gesicht (Az arcnélküli város)
- 1962: Sonntag am Wochentag (Pirosbetűs hétköznapok)
- 1962: Frau am Ruder (Asszony a telepen)
- 1962: Memoiren einer seltsamen Nacht (Az utolsó vacsora)
- 1963: Foto Haber (Fotó Háber)
- 1965: Geschichte meiner Dummheit (Butaságom története)
- 1966: Die Vergeltung (Kárpáthy Zoltán)
- 1966: Die Fehde der Geier (Egy magyar nábob)
- 1967: Das Kartenhaus (Kártyavár)
- 1967: Eine Studie über die Frauen (Tanulmány a nőkről)
- 1967: Die Mumie greift ein (A mumia közbeszól)
- 1967: Taufe (Kereszetlő)
- 1968: Mord in Dallas (Az aranykesztyű lovagjai) – Fernsehfilm
- 1968: Alfa-Romeo und Julia (Alfa Rómeó és Júlia)
- 1968: Sterne von Eger (Egri csillagok)
- 1968: Die falsche Isabella (A hamis Izabella)
- 1969: Historische Privatangelegenheiten (Történelmi magánügyek)
- 1969: Das unruhige Leben des Ferenc Prenn (Én, Prenn Ferenc...) – Fernsehfilm
- 1969: Ein unvergeßlicher Sommer (A rérg nyar)
- 1969: Frau Bözsi und die Männer (Bözsi és többiek) – Fernsehfilm
- 1970: N. N., der Todesengel (N. N. a halál angyala)
- 1970: Nur ein Anruf (Csak egy telefon)
- 1970: Reise um meinen Schädel (Utazás a koponyám körül)
- 1971: Sindbad (Szindbád)
- 1972: Es war mal eine Familie (Volt egyszer egy család)
- 1974: Die Antwort (Felelet) – Fernsehfilm
- 1976: Wenn Josef kommt (Ha megjön József)
- 1976: Das Labyrinth (Labirintus)
- 1981: Tante Rosa greift ein (Rózsa néni elintézi) – Fernsehfilm
- 1983: Wie eine verwehte Garbe (Mint oldott kéve) – Fernsehfilm
- 1985: Abigel – Die Geschichte der Statue im Park (Abigél)
- 1986: Unsere Tante ist fantastisch (A Fantasztikus nagynéni)